# Gare de Courtalain - Saint-Pellerin
Gare de Courtalain - Saint-Pellerin vasútállomás Franciaországban, Saint-Pellerin településen.

## Vasútvonalak
Az állomást az alábbi vasútvonalak érintik:
- Chartres–Bordeaux-vasútvonal
- Courtalain-Saint-Pellerin - Patay

## Kapcsolódó állomások
A vasútállomáshoz az alábbi állomások vannak a legközelebb:
- Gare d’Arrou